# Нове Козуби
Нове Козуби (пол. Nowe Kozuby) — село в Польщі, у гміні Сендзейовиці Ласького повіту Лодзинського воєводства.
Населення — 487 осіб (2011).
У 1975-1998 роках село належало до Серадзького воєводства.

## Демографія
Демографічна структура станом на 31 березня 2011 року:
|          | Загалом | Допрацездатний вік | Працездатний вік | Постпрацездатний вік |
| -------- | ------- | ------------------ | ---------------- | -------------------- |
| Чоловіки | 254     | 42                 | 176              | 36                   |
| Жінки    | 233     | 38                 | 136              | 59                   |
| Разом    | 487     | 80                 | 312              | 95                   |